# Барус Фредерик Скинер
Барус Фредерик Скинер (енгл. Burrhus Frederic Skinner; Сасквехана Дипо, 20. март 1904 — Кембриџ, 18. август 1990) био је амерички психолог, бихевиориста, аутор, проналазач и социјални филозоф. Био је професор психологије на Универзитету Харвард од 1958. до пензионисања 1974. године.
Скинер је слободну вољу сматрао илузијом, а људско деловање зависно од последица претходних радњи. Ако су последице лоше, врло је вероватно да се радња неће поновити. С друге стране, ако су последице добре, повећава се вероватноћа да се радња понови. Назвао је то принципом поткрепљења.
Да би поткрепио понашање, Скинер се користио инструменталним условљавањем. Сматрао је да је брзина одговора најделотворнија мера јачине одговора. Ради проучавања инструменталног условљавања изумео је посебну комору, познату као Скинерова кутија. Помоћу ње, Скинер је с Чарлсом Ферстером произвео свој најутицајнији експериментални рад, који је укратко изложен у књизи Режими поткрепљења (Schedules of Reinforcement) из 1957.
Скинер је развио примењену бихевиоралну анализу. Филозофију те науке је назвао радикалним бихевиоризмом. Основао је школу експерименталне психологије истраживања — експерименталну анализу понашања. Објавио је 21 књигу и 180 чланака. Скинер се с Џон Вотсоном и Иваном Павловом сматра пиониром савременог бихевиоризма. У истраживању из јуна 2002. Скинер је наведен као најутицајнији психолог 20. века.

## Биографија
Скинер је рођен у Сасквехана Дипо (Пенсилванија). Његов отац, Вилијам Скинер, је био адвокат. Постао је атеиста након што је хришћански учитељ покушао да му ублажи његов страх од пакла, који му је описала бака. Његов брат Едвард, две и по године млађи, умро је у шеснаестој години од церебралног крварења.
Скинер-ов најближи пријатељ као младић био је Рафаел Милер, кога је назвао Доц (доктор) јер је његов отац био доктор. Доц и Скинер постали су пријатељи због религиозности својих родитеља и обоје су се интересовали за изуме и уређаје. Поставили су телеграфску линију између својих кућа да шаљу поруке једни другом, иако су морали да се позивају телефоном због збуњујућих порука које се шаљу напред-назад. Током једног лета, Доц и Скинер су започели бизнис тако што би сакупљали бобице и продавали их од врата до врата. Када су сакупљали зреле бобице, и незреле су изашле из грана, открили су, и направили, уређај који их је могао раздвојити. Уређај је био савијени комад метала за формирање корита. Сипали су воду кроз корито у канту, зреле бобице би утонуле, а незреле би биле гурнуте преко ивице како би биле одбачене.
Похађао је Хамилтон колеџ у Њујорку са намером да постане писац. Он се нашао у друштвено неповољном положају у Хамилтон колеџу због свог интелектуалног става. Хамилтон је био познат по томе што је био јак братски факултет. Скинер је помислио да су његова браћа учтива и да нису малтретирали придошлице, већ су помагали другим дечацима на курсевима или другим активностима. Бруцоши су се звали „слимерс“ који су морали да носе мале зелене плетене шешире и поздрављају све који су прошли за казну. Годину дана пре него што је Скинер кренуо у Хамилтон, дошло је до несреће која је изазвала смрт студента. Када је био гурнут на под, бруцош је спавао у свом кревету, где му је разбијена глава, што је проузроковало његову смрт. Скинер је имао сличан инцидент када су га две новајлије ухватиле и везала за стуб, где је требало да остане целу ноћ, али је имао жилет у ципели за хитне случајеве и успео се ослободити. Писао је за школски лист, али, као атеиста, критиковао је традиционалне обичаје свог колеџа. Након што је 1926. године примио диплому из енглеске књижевности, похађао је Харвард, где је касније истраживао, предавао и на крају постао престижни члан управе. Док је био на Харварду, колега студент, Фред Келер, убедио је Скинера да може направити експерименталну науку из проучавања понашања. То је навело Скинера да измисли свој прототип за Скинер кутију и да се придружи Келеру у креирању других алата за мале експерименте. После дипломирања, безуспешно је покушао да напише велики роман док је живео са својим родитељима, период који је касније назвао Мрачним годинама. Постао је разочаран својим књижевним способностима упркос охрабрењу познатог песника Роберта Фроста, закључивши да има мало светског искуства и нема јаку личну перспективу из које би писао. Његов сусрет са Џон Вотсоном довео га је до дипломског студија психологије и развоја његове верзије бихевиоризма.
Скинер је докторирао на Харварду 1931. године и тамо је остао до 1936. године као истраживач. Затим је предавао на Универзитету Минесота у Минеаполису, а касније на Универзитету у Индијани, где је био председник одељења за психологију од 1946-1947. 1973. године Скинер је био један од потписника Хуманистичког манифеста 2.
Године 1936. Скинер се оженио за Ивону (Ева) Блуе. Имали су две ћерке, Јулију (м. Варгас) и Деборах (м. Бузан). Ивона Скинер умрла је 1997. и сахрањена је на гробљу Моунт Аубурн, Кембриџ (Масачусетс).
Скинер-ова изложеност јавности се повећала седамдесетих година, он је остао активан чак и након пензионисања 1974. године, све до своје смрти. Године 1989. Скинеру је дијагностикована леукемија и умро је 18. августа 1990. године у Кембриџу, Масачусетс. Десет дана пре његове смрти, Америчка психолошка асоцијација додељује награду за животно дело и говори у аудиторијуму о свом раду.
Контроверзна фигура, Скинер је приказан на много различитих начина. Он је био веома цењен због тога што је увео потребан научни приступ проучавању људског понашања; он је такође осуђен због покушаја примене налаза који се углавном темеље на експериментима на животињама у људском понашању у стварним ситуацијама.

## Прилози психолошкој теорији

### Бихевиоризам
Скинер је свој приступ проучавања понашања назвао радикалним понашањем. Ова филозофија бихевиоралне науке претпоставља да је понашање последица околишних историја појачања. У његовим речима:
Став може бити наведен на следећи начин: оно што се осећа или интроспективно посматра није неки нефизички свет свести, ума, или менталног живота, већ посматрачевог сопственог тела. То не значи, као што ћу показати касније, да је интроспекција врста психолошког истраживања, нити значи (а то је срце аргумента) да су оно што се осећа или интроспективно посматра узроци понашања. Организам се понаша као што то чини због своје тренутне структуре, али већина је изван досега интроспекције. У овом тренутку морамо се задовољити, како инсистира методолошки бихевиористи, генетичким и животним историјама неке особе. Оно што се интроспективно посматра су одређени колатерални производи тих историја.
...

На овај начин поправљамо највећу штету коју је изазвао ментализам. Када се оно што особа чини (се) приписује ономе што се догађа у њему, истрага се окончава. Зашто објашњавате објашњење? За двадесет пет стотина година људи су били преокупирани осећањима и менталним животом, али се тек недавно показао интерес за прецизнију анализу улоге животне средине. Незнање те улоге довело је, пре свега, до менталних фикција, и то је настављено објашњавајућим праксама у којима су они настали.

### Теоријска структура
Скинер-ова теорија понашања је у великој мери била изложена у његовој првој књизи, Понашање организама. Овде је дао систематски опис начина на који варијабле животне средине контролишу понашање. Он је разликовао две врсте понашања - испитаник и оперант - које се контролишу на различите начине. Понашање испитаника је изазвано подражајима, и може се модификовати путем условљавања испитаника, који се често назива Павловска драж или безусловна драж, у којем је неутрални стимулус упарен са изазивачким стимулусом. Оперативно понашање, насупрот томе, емитује се, што значи да се у почетку не индукују никаквим посебним стимулансима. Они су поткрепљeни путем оперантног условљавања, које се понекад назива инструментална условљеност, у којој појава одговора даје поткрепљивање. Понашање испитаника може се мерити њиховом латентношћу или снагом, оперантним понашањем према њиховој стопи. Оба ова типа понашања су већ експериментално проучавана, на пример, испитаници Павлова, и Торндајка. Скинерово објашњење се на неки начин разликовао од ранијих, и био је један од првих објашњења који их је довео под један кров.
Идеја да је понашање поткрепљeнo или ослабљенo њеним последицама поставља неколико питања. Међу најважнијима су:
1. Одговор је ојачан поткрепљивањем, али одакле уопште долазе?
2. Када је у репертоару организма, како је одговор усмерен или контролисан?
3. Како се могу објаснити врло сложена и наизглед нова понашања? [појаснити]

### Порекло оперантског понашања
Скинеров одговор на прво питање био је веома сличан Дарвиновим одговору на питање о пореклу нове телесне структуре, наиме, варијације и селекције. Слично томе, понашање појединца варира од тренутка до тренутка; варијација која је праћена поткрепљивањем је ојачана и постаје истакнута у репертоару понашања тог појединца. Обликовање је био Скинеров термин за постепену модификацију понашања поткрепљивањем жељених варијација. Као што је касније објашњено у овом чланку, Скинер је сматрао да се сујеверно понашање може појавити када се деси да одговор  буде праћен поткрепљивањем на које је заправо неповезано.

### Контрола оперантског понашања
Друго питање: Како се контролише оперантско понашање? Настаје зато што, за почетак, понашање се емитује без позивања на било који одређени стимулус. Скинер је одговорио на ово питање, рекавши, да долази стимулус да се контролише оперант ако је присутан када је одговор појачан и одсутан када није. На пример, ако притисак на полугу доноси само храну када је светло укључено, пацов или дете ће научити да притисне полугу само када је светло укључено. Скинер је резимирао ову везу рекавши да дискриминативни стимулус (нпр. светлост) поставља повод за поткрепљивање (храну) операнта (полуга-преса). Ова трострука контингенција (подстицај-одговор-поткрепљивање) је један од најважнијих Скинерових концепата и поставља његову теорију одвојено од теорија које користе само парне везе.

### Објашњавање комплексног понашања
Већина понашања људи се не може лако описати у смислу индивидуалних одговора који су појачани један по један, а Скинер је посветио много напора проблему бихевиоралне сложености. Нека сложена понашања могу се посматрати као низ релативно једноставних одговора, и овде се Скинер позвао на идеју везивања. Везивање се заснива на чињеници, експериментално доказаном, да дискриминативни стимулус не само да поставља прилику за накнадно понашање, већ може и поткрепити понашање које му претходи. То јест, дискриминативни стимулус је такође условљени поткрепљивач. На пример, светло које поставља прилику за притискање полуге може се користити и за појачавање окретања у присуству буке. Ово проистиче редоследом бука - окретање - светло - притисни полуга - храна. Много дужи ланци могу бити изграђени додавањем више подстицаја и одговора.
Међутим, Скинер је препознао да се велики део понашања, посебно људског понашања, не може објаснити постепеним обликовањем или конструкцијом секвенци одговора. Комплексно понашање се често појављује изненада у свом коначном облику, као када особа први пут дође до лифта следећи упутства дата на рецепцији. Да би објаснио такво понашање, Скинер је увео концепт понашања којим управља правило. Прво, релативно једноставна понашања долазе под контролу вербалног подражаја: дете учи да скочи, отвори књигу, и тако даље. Након што велики број одговора дође под такву вербалну контролу, низ вербалних стимулусa може изазвати готово неограничену разноликост сложених одговора.

### Поткрепљење
Поткрепљење, кључни концепт бихевиоризма, је примарни процес који обликује и контролише понашање, и одвија се на два начина, позитивно и негативно. У Понашању организама (1938) Скинер је дефинисао негативно поткрепљивањe као синоним за казну, тј. за представљање аверзивног подстицаја. Касније, у науци и људском понашању (1953), Скинер је редефинисао негативно поткрепљивањe. У ономе што је сада постало стандардан скуп дефиниција, позитивно поткрепљивањe је јачање понашања настанком неког догађаја (нпр. похвала након неког понашања), док је негативно поткрепљивањe јачање понашања уклањањем или избегавањем неких аверзивних догађаја (нпр. отварање и подизање кишобрана над главом у кишним данима је поткрепљивањo престанком пада кише на вас).
Оба типа поткрепљивања јачају понашање или повећавају вероватноћу понављања понашања; разлика је у томе да ли је догађај поткрепљивања нешто што се примењује (позитивно поткрепљивање) или нешто што се уклања или избегава (негативно поткрепљивање). Кажњавање је примена аверзивног стимулуса / догађаја (позитивна казна или кажњавање контингентном стимулацијом) или уклањање пожељног стимулуса (негативно кажњавање или кажњавање контингентним повлачењем). Иако се казна често користи за сузбијање понашања, Скинер је тврдио да је ово сузбијање привремено и да има бројне друге, често нежељене последице. Изумирање је одсуство награђиваног стимулуса, који слаби понашање.
Пишући 1981. године, Скинер је истакао да је Дарвинова природна селекција, као и појачано понашање, селекција по последицама. Иако је, како је рекао, природна селекција сада направила свој случај, он је изразио жаљење што је у суштини исти процес, поткрепљење, мање широко прихваћен као темељно људско понашање.

### Распореди поткрепљивања
Скинер је препознао да се понашање обично поткрепљује више пута, и заједно са Ц. Б. Ферстером, урадио је опширну анализу различитих начина на које би се поткрепљење могла уредити током времена, што је он назвао распореди поткрепљења.
Најзначајнији распореди поткрепљења које је проучавао Скинер били су непрекидни, интервални (фиксни или променљиви) и однос (фиксни или променљиви). Све су то методе које се користе у оперантном условљавању.
- Континуирано поткрепљење (ЦРФ) - сваки пут када се изврши одређена радња, субјект добија поткрепљење. Овај метод је ефикасан када се подучава ново понашање јер брзо успоставља везу између циљног понашања и поткрепљивача.[35]
- Интервал распореда - на основу временских интервала између поткрепљења:[36]
  - Фиксни интервални распоред (ФИ): Поступак у којем се поткрепљења представљају у одређеним временским периодима, под условом да се изврши одговарајући одговор. Овај распоред даје брзину одговора која је слаба одмах након поткрепљења и постаје брза непосредно пре заказивања наредног поткрепљења.
  - Променљиви интервални распоред (ВИ): Поступак у којем се понашање поткрепљује након случајног трајања времена након посљедњег поткрепљења. Овај распоред даје стабилан одговор брзином која варира са просечном фреквенцијом поткрепљења.
- Однос распореда - на основу односа одговора на поткрепљење:[36]
  - Фиксни однос распореда (FR): Поступак у којем се поткрепљење ослобађа након одређеног броја одговора.
  - Променљиви однос распореда (VR): Процедура у којој поткрепљење ослобађа након одређеног броја одговора који су насумице од једног до другог поткрепљења (нпр. аутомат за коцкање). Што је мањи број потребних одговора, то је већа стопа одговора. Распореди односа имају тенденцију да дају веома брзо реаговање, често са паузама без одговора одмах након поткрепљења ако је потребан велики број одговора за поткрепљење.[37]

## Научни проналасци

### Операциона комора
Операциона комора (позната и као Скинер Кутија) је лабораторијски апарат који се користи у експерименталној анализи понашања животиња. Измислио га је Скинер док је био студент на Харварду. Како је користио, кутија је имала полугу (за пацове) или диск у једном зиду (за голубове). Притисак на ово могло је да донесе храну животињи кроз отвор у зиду, а одговори поткрепљени на овај начин повећали су фреквенцију. Контролишући ово поткрепљење заједно са дискриминативним стимулансима као што су светла и тонови, или казне као што су електрични шокови, експериментатори су користили оперантску кутију за проучавање широког спектра тема, укључујући распоред поткрепљења, дискриминативну контролу, одложени одговор (меморија), казна, и тако даље. Канализовањем истраживања у овим правцима, оперантна комора за условљавање имала је огроман утицај на ток истраживања у учењу животиња и његове примене. Омогућио је велики напредак у проблемима који се могу проучавати мерењем брзине, вероватноће или силе једноставног, поновљивог одговора. Међутим, то је обесхрабрило проучавање бихевиоралних процеса који нису лако концептуализовани у таквим терминима - просторно учење, посебно, које се сада проучава на сасвим различите начине, на пример, употребом воденог лавиринта.

### Кумулативни снимач
Кумулативни снимач чини запис о перу и мастилу једноставним поновљеним одговорима. Скинер га је наменио за употребу са Операционом комором као погодан начин за снимање и преглед брзине одговора, као што је притисак на полугу. У овом уређају лист папира постепено се одмотава преко цилиндра. Сваки одговор ступа малом оловком преко папира, почевши од једног руба; када оловка стигне до друге ивице, брзо се враћа на почетну страну. Нагиб резултујуће линије цртежа графички приказује брзину одговора; на пример, брзи одговори дају стрму црту на папиру, споро реаговање даје линију ниског нагиба. Кумулативни снимач је био кључни алат који је користио Скинер у својој анализи понашања, и био је веома широко прихваћен од стране других експериментатора, постепено испада из употребе са појавом лабораторијског компјутера.  Скинер-ово велико експериментално истраживање брзине одговора, представљено у његовој књизи са Ц. Б. Ферстер-ом, распоредом поткрепљења, пуна је кумулативних записа које је произвео овај уређај.

### Ваздушна колевка
Ваздушна колевка је лако очишћено кућиште које контролише температуру и влажност, које замењује стандардну дечју колевку. Скинер је измислио уређај који ће помоћи његовој жени да се носи са свакодневним задацима неге деце. Осмишљен је да поједностави рану бригу о деци (смањењем веша, осипом од пелена и друго), допуштајући беби да буде покретна, да јој буде удобније како би мање била склона плачу. Наводно је имао неке успехе у овим циљевима.
Био је споран изум. Он је био популарно погрешно описан као окрутна оловка, и често се упоређивао са Скинеровом оперантном комором, која се обично назива Скинерова Кутија. Ова повезаност са експериментима лабораторијских животиња обесхрабрила је њен комерцијални успех, иако је неколико компанија покушало да произведе.
Књига Лаурен Слатер из 2004. године под насловом Отварање Скинер-ове кутије: Експерименти велике психологије двадесетог века  изазвала је узбуну помињући гласине да је Скинер у неким својим експериментима користио своју ћерку, Дебору, и да је касније починио самоубиство. Иако је Слатерова књига изјавила да су гласине лажне, приказивач у Обсервер-у у марту 2004. погрешно је цитирао Слатерову књигу као подршку гласинама. Овај часопис прочитала је Дебора Скинер (сада Дебора Бузан, уметница и писац која живи у Лондону) и написала је жестоку изјаву у Гардијан.

### Наставне машине
Наставне машине су биле механички уређаји чија је сврха била да управљају наставним програмом, програмираним учењем. Представљају кључне елементе Скинер-ове теорије учења и имале су важне импликације за образовање у целини и посебно за наставу у учионици.
У једној инкарнацији, машина је била кутија у којој се налазила листа питања која су се могла посматрати један по један кроз мали прозор (погледајте слику). Постојао је и механизам кроз који ученик може одговорити на свако питање. Након што је дао тачан одговор, ученик би био награђен.

Скинер се залагао за употребу наставних машина за широк спектар ученика (нпр. предшколског узраста до одраслих) и наставне сврхе (нпр. читање и музика). На пример, једна машина коју је замислио могла би да подучава ритам. Написао је:
Релативно једноставан уређај испоручује неопходне околности. Ученик тапка ритмички образац у складу са уређајем. Унисон је прво одређен врло лабаво (ученик може бити мало раније или касни у сваком додиру), али спецификације се полако изоштравају. Процес се понавља за различите брзине и обрасце. У другом аранжману, ученик одзвања ритмичким узорцима које је машина чула, иако не у складу, и опет су спецификације за тачну репродукцију прогресивно наоштрене. Ритмички обрасци се такође могу ставити под контролу штампаног резултата.
 Инструкциони потенцијал машине за подучавање произишао је из неколико фактора: омогућио је аутоматско, тренутно и редовно поткрепљење без употребе одбојне контроле; представљени материјал је био кохерентан, али разнолик и нов; темпо учења могао би се прилагодити тако да одговара појединцу. Као резултат тога, ученици су били заинтересовани, пажљиви и научили су ефикасно, тако што су произвели жељено понашање, учећи кроз рад.
Машине за наставу, мада можда рудиментарне (основане), нису биле крути инструменти подучавања. Могу се прилагодити и побољшати на основу учинка ученика. На пример, ако је ученик направио много нетачних одговора, машина би могла бити репрограмирана тако да пружи мање напредне упите или питања - идеја је да ученици најучинковитије стичу понашање ако направе мало грешака. Формати за вишеструки избор нису били прикладни за наставне машине јер су имали тенденцију да повећавају ученичке грешке, а непредвиђене околности су биле релативно неконтролисане.
Не само да је корисно у подучавању експлицитних вештина, машине би такође могле да промовишу развој репертоара понашања које је Скинер назвао самоуправљањем. Ефективно самоуправљање подразумева присуствовање стимулансима који одговарају одређеном задатку, избегавање ометања, смањење могућности за награду за такмичарска понашања и тако даље. На пример, машине подстичу ученике да обрате пажњу пре него што добију награду. Скинер је то упоредио са уобичајеном праксом у учионици да иницијално ухвати пажњу ученика (нпр. уз живахан видео) и испоручи награду (нпр. забаву) пре него што ученици заиста изведу било које релевантно понашање. Ова пракса не успева да поткрепи исправно понашање и заправо супротставља развој самоуправљања.
Скинер је пионир у употреби наставних машина у учионици, посебно на примарном нивоу. Данас рачунари покрећу софтвер који обавља сличне наставне задатке, а дошло је и до оживљавања интереса за тему која се односи на развој адаптивних система учења.

### Ракета вођена голубом
За време Другог светског рата, Америчка ратна морнарица је захтевала оружје које је било ефикасно против површинских бродова, као што су немачки бојни брод Бизмарк. Иако су постојале ракетне и телевизијске технологије, величина доступних примитивних система усмеравања учинила је аутоматско вођење непрактичним. Да би решио овај проблем, Скинер је иницирао пројекат Пигеон, који је имао за циљ да обезбеди једноставан и ефикасан систем навођења. Овај систем је поделио конус ракете на три одељка, са сваким голубом. Објективи су пројектовали слику удаљених објеката на екран испред сваке птице. Тако, када је ракета лансирана из авиона у видокругу непријатељског брода, на екрану би се појавила слика брода. Екран је био окован, тако да би кљун на слици брода водио ракету према броду.
Упркос ефективној демонстрацији, пројекат је напуштен, и коначно су постала доступна конвенционална решења, као што су она базирана на радару. Скинер се пожалио да је наш проблем да нас нико не схвата озбиљно. Изгледало је да ће мало људи веровати да голубови воде ракету, без обзира на то колико је поуздан систем.

## Утицај на образовање
Скинерови погледи утицали су на образовање, као и на психологију. Скинер је тврдио да образовање има две главне сврхе: (1) да подучава репертоар и вербалног и невербалног понашања; и (2) да заинтересује студенте за учење. Он је препоручио да се понашање ученика подвргне одговарајућој контроли обезбеђивањем поткрепљења само у присуству стиумулуса релевантних за задатак учења. Пошто је веровао да на људско понашање могу утицати мале последице, нешто тако једноставно као прилика да се крене напред након завршетка једне фазе активно и може бити ефикасно поткрепљење. Синер је био убеђен да, да би научио, ученик мора да се ангажује у понашању, а не само пасивно да прима информације. (Скинер, 1961, стр. 389).
Скинер је сматрао да ефикасна настава мора бити заснована на позитивном поткрепљењу које је, тврди он, ефикасније у промени и успостављању понашања него у кажњавању. Он је сугерисао да је главна ствар коју људи уче да избегну казну. На пример, ако је дете приморано да вежба на инструменту, дете се повезује са кажњавањем и на тај начин учи да мрзи и избегава практиковање инструмента. Ово гледиште је имало очигледне импликације за тада распрострањено механичко учење и школске дисциплине у образовању. Коришћење образовних активности као кажњавања може изазвати бунтовно понашање као што је вандализам или одсуство.
Пошто су наставници примарно одговорни за модификовање понашања ученика, Скинер је тврдио да наставници морају научити ефикасне начине подучавања. У Технологији учења, Скинер има поглавље о томе зашто наставници не успеју (стр. 93–113): Он каже да наставницима није дато дубинско разумевање учења и подучавања. Без познавања науке која подупире наставу, наставници се ослањају на процедуре које раде лоше или уопште не раде, као што су:
- коришћење аверзивних техника (које производе избегавање и нежељене емоционалне ефекте);
- на причање и објашњавање (на жалост, ученик не може једноставно да научи оно што је приказано или испричано, стр. 103);
- неуспешно прилагођавање задатака учења тренутном нивоу ученика
- није довољно често обезбедити позитивно поткрепње

Скинер сугерише да се може научити било које вештине које одговарају одређеним годинама. Кораци су:
1. Јасно наведите акцију или наступ који ученик треба да научи.
2. Сместите задатак у мале могуће кораке, од једноставних до сложених.
3. Дозволите ученику да изводи сваки корак, поткрепљујући исправне акције.
4. Прилагодите тако да ученик буде увек успешан док се коначно не постигне циљ.
5. Пребаците се на повремена поткрепљења како бисте одржали њихов учинак.

Скинерови погледи на образовање су детаљно представљени у његовој књизи Технологија учења. Они се такође огледају у персонализованом систему инструкција Фреда С. Келера.

## Политичко гледиште
Скинер-ова политичка писма наглашавају његове наде да би ефикасна и људска наука о контроли понашања - технологији људског понашања - могла помоћи у решавању још нерешених проблема и често се погоршавала напретком технологије као што је атомска бомба. Заиста, један од Скинерових циљева је био да спречи човечанство да се уништи. Политичку активност је сматрао употребом аверзивних или не-аверзивних средстава за контролу становништва. Скинер је фаворизовао употребу позитивног поткрепљења као средства контроле, наводећи роман Жан Жак Русоа: Емил или о васпитању као пример књижевности која се није бојала моћи позитивног поткрепљења.

Скинерова књига представља визију децентрализованог, локализованог друштва, које примењује практични, научни приступ и експертизу у понашању како би се мирно носили са социјалним проблемима (на пример, његови погледи су га навели да се супротстави телесном кажњавању у школама, а он је написао писмо Калифорнијском сенату, који му је помогао да доведе до забране кажњавања) . Скинерова Утопија је и мисаони експеримент и реторичко дело. У Валдену 2, Скинер одговара на проблем који постоји у многим утопијским романима - Шта је добар живот? Одговор књиге је живот пријатељства, здравља, уметности, здраве равнотеже између рада и слободног времена, минимума непријатности и осећаја да је човек дао вредан допринос друштву у којем су ресурси осигурани, делимично, минимизирањем потрошње.
Ако свет жели да сачува било који део својих ресурса за будућност, мора смањити, не само потрошњу, већ и број потрошача.
- Б. Ф. Скинер

Скинер је свој роман описао као Моју нову Атлантиду, у вези са Бејконовом Утопијом. 
Када Милтонов Сотона падне са неба, он завршава у паклу. И шта он каже да би се уверио? Овде ћемо барем бити слободни. И то је, мислим, судбина старомодног либерала. Он ће бити слободан, али ће се наћи у паклу.
- Б. Ф. Скинер

## Празноверје у голуба
Један од Скинерових експеримената  испитивао је формирање сујеверја у једној од његових омиљених експерименталних животиња, голубу. Ставио је серију гладних голубова у кавез причвршћен за аутоматски механизам који је доносио храну голубу у редовним интервалима без икакве референце на понашање птице. Открио је да су голубови повезивали испоруку хране са свим могућим акцијама које су извели на начин како је испоручена, те да су након тога наставили да обављају исте радње.
Једна птица је била условљена да се окрене супротно од казаљке на сату око кавеза, правећи два или три окрета између поткрепљења. Други је више пута гурнуо главу у један од горњих углова кавеза. Трећи је развио давање одговора, као да ставља главу испод невидљиве шипке и подиже је више пута. Две птице су развиле кретање клатна главе и тела, при чему је глава испружена напред и окренута здесно налево са оштрим покретом праћеним нешто споријим повратком.
Скинер је предложио да се голубови понашају као да утичу на аутоматски механизам својим ритуалима, и да овај експеримент баца светло на људско понашање:
Може се рећи да експеримент показује неку врсту празноверја. Птица се понаша као да постоји узрочна веза између њеног понашања и представљања хране, иако такав однос недостаје. Постоји много аналогија у људском понашању. Ритуали за промену среће на картама су добри примери. Неколико случајних веза између ритуала и повољних последица довољно је да се успостави и одржи понашање, упркос многим неосуђеним појавама. Ова понашања, наравно, немају стварног утицаја на срећу, баш као што је у овом случају храна изгледала тако, да често голуб није учинио ништа - или, строго говорећи, учинио је нешто друго.
Модерни бихевиористи (психолози) оспорили су Скинер-ово празноверје, објашњење за понашање које је забележио. Накнадна истраживања (нпр. Стадон и Симелхаг, 1971), док су проналазила слично понашање, нису успела пронаћи подршку за Скинерово објашњење адвентивног поткрепљења. Гледајући време различитих понашања унутар интервала, Стадон и Симелхаг су били у стању да разликују две класе понашања: терминални одговор, који се догодио у очекивању хране, и привремени одговори, који су се појавили раније у интервалу између храњења и ретко су били повезани са храном. Чини се да терминални одговори одражавају класично (насупрот операнту) условљавање, а не адвентивна поткрепљења, вођени процесом попут оног који су 1968. године приметили Бровн и Јенкинс у својим процедурама обликовања. Узрочност привремених активности (као што је полидипсија изазвана по распореду која се види у сличној ситуацији са пацовима) такође се не може пратити до случајног поткрепљења и његови детаљи су још увек нејасни (Стадон, 1977).

## Критика

### Стадон
Како то Скинер схвата, приписивање достојанства појединцима подразумева давање заслуга за њихове поступке. Рећи да је Скинер генијалан значи да је изворна сила. Ако је Скинер-ова детерминистичка теорија у праву, он је само фокус његовог окружења. Он није изворна сила и није имао избора да каже оно што је рекао или чинио ствари које је радио. Скинер-ова околина и генетика су му дозволиле и натерале га да напише књигу. Слично томе, околина и генетски потенцијали заговорника слободе и достојанства узрокују да се одупру стварности те да су њихове активности детерминистички утемељене. Стадон тврди да је компатибилистичка позиција „Скинер-ов детерминизам” није ни на који начин противречна традиционалним појмовима о награди и казни, као што је веровао.

### Ноам Чомски
Ноам Чомски, истакнути критичар, објавио је преглед Скинер-овог Вербалног понашања две године након што је објављен. Тврдио да је Скинеров покушај да употреби бихевиоризам да објасни људски језик износио тек нешто више од речи игара. Кондиционирани одговори не могу објаснити способност детета да креира или разуме неограничену разноликост нових реченица. Чомски-јева критика заслужна је за покретање когнитивне револуције у психологији и другим дисциплинама. Скинер, који је ретко одговарао директно критичарима, никада није формално одговорио на Чомскијеву критику.
Међу Чомскијевим критикама било је и то да се Скинер-ови лабораторијски радови не могу проширити на људе, да је, када се проширио на људе, представљао сцијентистичко понашање које покушава да опонаша науку, али које није било научно, да Скинер није био научник јер је одбацио Хипотетичко-дедуктивну теорију, и да Скинер није имао науку о понашању.

### Психодинамска терапија
Скинер је више пута критикован због његове, наводне, мржње према Сигмунду Фројду, психоанализи и психодинамској терапији. Неки су, међутим, тврдили да је Скинер поделио неколико Фројдових претпоставки и да је на више од једног поља утицао на фројдовска гледишта, међу којима је била и анализа механизама одбране, као што је потискивање. Да би проучио такве феномене, Скинер је чак дизајнирао свој сопствени пројективни тест.

## Почасни степени
Скинер је добио почасне дипломе разних универзитета и колеџа међу којима су и Универзитет Харвард, Универзитет Макгил и Универзитет у Чикагу.

## У популарној култури
Писац Симпсонови назвао је лик Симор Скинера по Б. Ф. Скинеру.

## Фото-галерија
- Барус Фредерик Скинер
- Скинеров аутограм
- Машина за подучавање, споља
- Машина за подучавање, изнутра
- Лик Симор Скинера - Симпсонови